# Jiří Štaidl

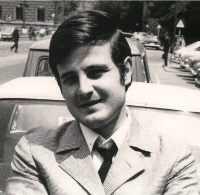

Jiří Štaidl (ur. 22 stycznia 1943 w Pradze, zm. 9 października 1973 w Pradze) – czeski autor tekstów piosenek i producent muzyczny. 
Brat muzyka Ladislava. Był tekściarzem, scenarzystą, muzykiem i dyrektorem teatru, bliskim współpracownikiem piosenkarza Karela Gotta i kompozytora Karela Svobody. Zmarł w wieku 30 lat na skutek wypadku samochodowego w miejscowości Říčany, gdy kierował swoim Renault 17. 
W 1963 roku grał z bratem w Teatrze Semafor, wtedy też spotkał się z Karelem Gottem. Dwa lata później założyli w trójkę własny mały teatr muzyczny Apollo, gdzie pracował jako dyrektor artystyczny. Wśród jego bliskich współpracowników byli kompozytorzy Karel Mareši Karel Svoboda. Z nimi i wieloma popularnymi w tym czasie piosenkarzami występował w Karlińskim Kabarecie Kulturalnym (o pseudonimie Czerwony Kapturek), który prowadził Jiří Brabec. 
Pisał krótkie opowiadania, był autorem około 200 tekstów piosenek. Był również znany jako miłośnik pięknych kobiet, wśród jego partnerek była mistrzyni jazdy figurowej na łyżwach Hana Mašková i Ivana Zelníčková (późniejsza Ivana Trump).
Wśród innych tekstów napisał także słowa do piosenki Vltava (Znam kraj...) na słynną melodię z poematu symfonicznego Bedřicha Smetany.

## Teksty piosenek
- Adresát neznámý (From Me To You) - Karel Gott - (muz.: John Lennon, Paul McCartney) - 1964
- Balalajka - Petr Spálený - (muz.: Pavel Krejča)
- Bum, bum, bum (Dám dělovou ránu) - Karel Gott - (muz.: Ladislav Štaidl, Karel Gott)- 1966
- Cesta rájem (Crying In The Chapel) - Karel Gott - (muz.: Artie Glenn) - 1965
- C´est la vie - Karel Gott - (muz.: Jaromír Klempíř) - 1980
- Dej mi pár okovů (Take These Chains From My Heart) - Karel Hála - (muz.: Fred Rose, Hy Heath / Jiří Štaidl a Rostislav Černý)
- Dívka toulavá - Karel Gott i Karel Hála i Jiří Kysilka - (muz.: Ladislav Štaidl)
- Hej, hej baby - Karel Gott - (muz.: Karel Svoboda) - 1970
- Hej, páni konšelé - Karel Gott - (muz.: Jaromír Klempíř) - 1969
- Hoja hoj - Daniela Kolářová i inni - (muz.: Karel Svoboda) - 1965
- Hvězda na vrbě - Pavel Šváb i Bohumil Straka, Olympic - (muz.: Karel Mareš) - 1965
- Já se tiše odporoučím - Karel Gott - (muz.: Karel Svoboda) - 1970
- Jsem na světě rád (Crying Time) - Karel Gott (muz.: Buck Owens) - 1966
- Kávu si osladím - Karel Gott - (muz.: Ladislav Štaidl) - 1972
- Kdepak, ty ptáčku, hnízdo máš? - Karel Gott - (muz.: Karel Svoboda) - 1973
- Kdyby nepadal déšť (Je n'aurai pas le temps) - Karel Gott - (muz.: Michel Fugain) - 1968
- Konec ptačích árií - Karel Gott - (muz.: Karel Svoboda) - 1975
- Lady Carneval - Karel Gott - (muz.: Karel Svoboda)
- Láska bláznivá - Karel Gott - muz.: Karel Svoboda - 1976
- Lásko má, já stůňu - Helena Vondráčková - muz.: Karel Svoboda - 1973
- Mám tě rád víc než dřív (I'm Coming Home) - Karel Gott - (muz.:  Les Reed) - 1968
- Mistrál - Karel Gott - (muz.: Karel Svoboda) - 1972
- Můj každodenní pláč - Karel Hála -(muz.: Jaromír Klempíř)
- Oči barvy holubí (Sealed With a Kiss) - Karel Gott - (muz.: Gary Geld) - 1972
- Pátá - Helena Vondráčková - (muz.: Tony Hatch)- 1965
- Pláču, pláču sůl - Milan Drobný - (muz.: Karel Svoboda)
- Plakalo bejby - Petr Spálený - (muz.: Pavel Krejča)
- Pošli to dál - Karel Gott - (muz.: Jaromír Klempíř)- 1966
- Přijela pouť - Karel Gott - (muz.: Ladislav Štaidl) - 1973
- Proč ptáci zpívají - Karel Gott - (h:Jaromír Klempíř)- 1968
- Ptačí nářečí (Oh, Lonesome Me) - Karel Gott - (muz.: Don Gibson) - 1965
- Sluneční ostrov (Island In The Sun) - (muz.: Irving Burgie)
- Sny tuctový - Václav Neckář (muz.: Jaromír Klempíř)
- V máji (Il mondo) - Karel Gott - (muz.: Jimmy Fontana) - 1966
- Zámoří - Karel Hála a Karel Gott - (muz.: Ladislav Štaidl) - 1966
- Zejtra už ti sbohem dám (My Whole World Is Falling Down) - Yvonne Přenosilová i Karel Gott - (muz.: Jerry Crutchfield / Jiří Štaidl, Jiří Černý) - 1965
- Zlý znamení - Petr Spálený i Yvonne Přenosilová (muz.: Sonny Bono/czeskie słowa Jiří Štaidl)
- Žaluju ptákům (When We Were Young) - Karel Gott - (muz.: Les Reed) - 1969.